# Канабеки
Канабеки — село в Пермском крае России. Входит в Лысьвенский городской округ.

## Географическое положение
Село расположено в южной части Лысьвенского городского округа на расстоянии примерно 42 километра по прямой на юго-запад от города Лысьва.

## История
Известно как татарская деревня Усть Малый Кылтым с 1704 года. Основой существования села являются лесозаготовки и подсобное хозяйство. В селе есть школа, дом культуры, магазины. 
С 2004 до 2011 года село входило в Новорождественское сельское поселение Лысьвенского муниципального района.

## Население
| 2010 |
| ---- |
| 340  |

Постоянное население составляло 515 человек (98 % татары) в 2002 году, 340 человек в 2010 году.

## Климат
Климат умеренно континентальный. Среднегодовая температура воздуха равна: +1,7 °C; продолжительность безморозного периода: 165 дней; средняя мощность снегового покрова: 50 см; средняя глубина промерзания почвы: 123 см. Устойчивый снежный покров сохраняется с первой декады ноября по последнюю декаду апреля. Средняя продолжительность снежного покрова 160—170 дней. Средняя из наибольших декадных высот снежного покрова за зиму — 50 см. Средняя максимальная температура самого жаркого месяца: +24,4 °C. Средняя температура самого холодного месяца: −17,4 °C.